# Diogo Barbosa Mendanha
Diogo Barbosa Mendanha, genannt Diogo, (* 17. August 1992 in Terra Nova do Norte, Mato Grosso) ist ein brasilianischer Fußballspieler. Der Linksfüßer wird hauptsächlich als linker Verteidiger eingesetzt. Er läuft alternativ auch auf der linken Mittelfeldseite auf.

## Karriere
Diogo startete seine Laufbahn in den Nachwuchsbereichen des Vila Nova FC aus Goiânia und CR Vasco da Gama aus Rio de Janeiro. Bei Vasco schaffte er 2010 den Sprung in den A-Kader des Klubs. Gleich in seinem ersten Pflichtspiel trat er in der obersten brasilianischen Liga, der Série A, an. Gegen den Lokalrivalen CR Flamengo stand Diogo am 24. Oktober 2010 am Spieltag der Saison in der Startelf. In der Saison schlossen sich vier weitere Einsätze in dem Wettbewerb an.
Zur Saisonbeginn 2011 verpflichtete der Série B Klub Sport Recife Diogo. Hier kam er in dem Jahr zu drei Spielen in der Meisterschaft sowie zweien in der Staatsmeisterschaft von Pernambuco. Im Folgejahr schloss sich nur noch ein Spiel im Copa do Brasil 2012 an.
Zum Abschluss der Leihe Ende 2012, wechselte Diogo fix zum Guarani FC nach Campinas, wo er 14 Spiele in der Staatsmeisterschaft von São Paulo bestritt. Nach Beendigung des Wettbewerbs zog er weiter zum Coritiba FC in Curitiba. Mit diesem trat er wieder in der Série an. Auch bestritt Diogo mit Coritiba in der Saison sein erstes Spiel in einem internationalen Klubwettbewerb. In der Copa Sudamericana 2013 stand er am 28. August 2013 in der Startelf im Heimspiel gegen den EC Vitória. Nachdem Diogo Anfang 2014 noch für Coritiba in sechs Spielen in der Staatsmeisterschaft von Paraná aufgelaufen war, wurde er für den Rest der Saison in die Série B an den Atlético Goianiense ausgeliehen.
In der Saison 2015 begann Diogo wieder in einem neuen Klub. Er ging zum Goiás EC nach Goiânia. Nachdem sein Klub am Ende der Saison in die Série B abgestiegen war, wechselte Diogo zum Série A Klub Botafogo FR nach Rio de Janeiro. Im Heimspiel gegen Flamengo Rio de Janeiro am 16. Juli 2016, am 15. Spieltag der Saison, erzielte Diogo sein erstes Tor in einem Pflichtspiel als Profi. Er traf in der 34. Minute zum zwischenzeitlichen 1:1 (Endstand 3:3).
Nach Saisonende wechselte Diogo für das Folgejahr abermals den Klub. Er wurde von Cruzeiro EC aus Belo Horizonte unter Vertrag genommen. Zum Zeitpunkt seiner Verpflichtung lagen die Transferrechte zu jeweils 50 % beim Coimbra EC und einem privaten Unternehmen. Mit dem Klub errang er den Copa do Brasil 2017, den ersten Titelerfolg seiner Karriere. In dem Wettbewerb bestritt Diogo 13 Spiele, in denen er ein Tor erzielte.
Am 14. November 2017 gab Cruzeiro bekannt, dass Diogo den Klub zum Saisonende verlassen wird. Diogo wurde an den SE Palmeiras nach São Paulo verkauft. Die Ablösesumme betrug 22 Millionen Real. Hiervon gingen 16 Mil. an Investoren, welche die Mehrheit der Transferrechte hielten. Cruzeiro erhielt 6 Mil. Der Wechsel war von Unstimmigkeiten in der Vereinsführung von Cruzeiro begleitet. Der künftige Präsident von Cruzeiro ab 2018, Wagner Pires de Sá, und der Trainer Mano Menezes wollten Diogo als Spieler halten. Pires de Sá hatte mit den Investoren von Diogo bereits eine mündliche Vereinbarung getroffen für 25 % der Transferrechte 1 Mil. Real zu zahlen. Der amtierende Präsident, Gilvan de Pinho Tavares, schloss aber eine Vereinbarung mit Palmeiras, nachdem diese sich ihrerseits an die Investoren von Diogo gewendet hatten. Nach Abschluss des Transfers verfügte Palmeiras über die vollständigen Transferrechte. Mit Palmeiras konnte Diogo 2018 die brasilianische Meisterschaft gewinnen. Hierbei stand er in 20 von 38 Spielen auf dem Platz.
Im September 2020 wechselte Diogo zu Grêmio FBPA. Dabei wurden die Rechte an dem Spieler nur teilweise übertragen. Diese sollten, abhängig von den Einsätzen Diogos, sukzessive an Grêmio übertragen werden. Für Grêmio spielte er bis Juni 2023 und konnte mehrere regionale Erfolge erringen. Dann wechselte zum Ligakonkurrenten Fluminense FC nach Rio de Janeiro. Der Kontrakt sieht eine Leihe bis Jahresende vor. Dann läuft auch sein Vertrag mit Grêmio aus und Diogo soll dann fest von Fluminense übernommen werden. Am 4. November 2023 konnte Diogo mit dem Klub den Sieg in der Copa Libertadores 2023 feiern. Im Finale bezwang man Boca Juniors mit 2:1 nach Verlängerung. In der Partie wurde er in der 80. Minute eingewechselt. Insgesamt bestritt er in dem Turnier fünf Spiele (kein Tor). Zur Saison 2024 wechselte er dann fest zu Fluminense. Bereits zur Saison 2025 verließ er den Klub wieder.
Im Dezember 2024 wurde sein Wechsel zum Fortaleza EC bekannt.

## Nationalmannschaft
In einem Interview am 1. September 2017 sagte Nationaltrainer Tite über Diogo, dass dieser neben Alex Sandro von Juventus Turin und Jorge von Flamengo Rio de Janeiro eine Alternative sei, sollte Marcelo ausfallen. Eine Berufung in den Kader erfolgte aber nicht.

## Erfolge
Cruzeiro
- Copa do Brasil: 2017

Palmeiras
- Campeonato Brasileiro de Futebol: 2018

Grêmio FBPA
- Staatsmeisterschaft von Rio Grande do Sul: 2021, 2022, 2023
- Recopa Gaúcha: 2023

Fluminense
- Copa Libertadores: 2023
- Recopa Sudamericana: 2024

## Auszeichnung
Botafogo
- Staatsmeisterschaft von Rio de Janeiro: Auswahlspieler 2016[11]